# 宜昌蛇菰
宜昌蛇菰（学名：Balanophora henryi）是蛇菰科蛇菰属的植物。分布在锡金以及中国大陆的贵州、四川、广东、湖北、广西、陕西等地，生长于海拔600米至1,700米的地区，多生长在润湿的杂木林中，目前尚未由人工引种栽培。

## 别名
土菌子（四川）